# Recz
Recz é um município da Polônia, na voivodia da Pomerânia Ocidental e no condado de Choszczno. Estende-se por uma área de 12,40 km², com 2 964 habitantes, segundo os censos de 2016, com uma densidade de 239,0hab/km².